# 金字塔漫遊者
金字塔漫遊者（英語：Projet Pyramid Rover）是2002年對埃及古夫金字塔王后墓室南通道的一次探勘計畫，利用微型機器人進入南通道探勘。

## 背景
早在1993年，德國考古學家魯道夫·甘登貝林就已利用微型機器人「烏普瓦特」對王后墓室南通道進行探勘，當機器人在通道內前进到约65米處時，被一扇有兩個銅把手的石門擋住。

## 過程及結果
21世紀初，美國國家地理學會和埃及政府開始籌備對王后墓室南通道的探勘。美國方研製出名為「金字塔漫遊者」的微型機器人，是從911事件後搜救倖存者的「蛇形機器人」改良而成的，用於探勘計畫。
2002年9月17日，探勘行動正式開始，全程由美國國家地理頻道轉播至全球一百四十二個國家。考古学家们控制的「金字塔漫遊者」機器人進入南通道，終於在石門上鑽出一個小孔，用光纤摄像头伸入小孔內攝影，卻發現在石門背後仍有第二扇門，兩扇石門間距約18釐米。埃及最高文物委员会秘書長札希·哈瓦斯表示：「这证明此前发现的石门并不是南通道的尽头，新发现的石门后面一定有很重要的东西」。
9月24日，負責此次計畫的考古學家們宣布，「金字塔漫遊者」在王后墓室北通道內發現了另一扇石門，該扇門與南通道的第一扇石門外形十分近似，都一樣有兩個銅把手。

## 外部連結
- 央视直播金字塔揭秘 （页面存档备份，存于） 人民網專題